# Neljänsuora
Neljänsuora es un grupo finlandés de pop rock. 
Neljänsuora se fundó en marzo de 1998 en Lohja. Los miembros originales de la banda fueron compañeros de clase en Lohja. En los primeros días de la banda fue conocida también como "Äkkilähtö".
La banda fue motivada por la historia del heavy metal, y fue creada a la misma vez que la banda Alvarn, donde también pertenecía Antti Ketonen. Neljänsuora nació cuando Antti Ketonen también estaba implicado estrechamente en la banda Alvarn, y se necesitaba una banda para las ocasiones especiales.
En 2010 aún seguían en la banda los miembros originales Antti Ketonen, Esko Mäki y Juha Mäki. Pero en junio de 2011 la banda anunció en su sitio web que el batería Esko se marchaba de la banda, dando paso al nuevo batería Johan Breaking.
En el año 2007 la banda firmó un contrato con la discográfica HMC, que anteriormente se fusionó con Warner Music Finland. Anteriormente las discográficas de la banda fueron Motley y BMG.
La canción de Neljänsuoran Tuulikki, pidä huivistasi kii fue un hit del verano de 2008. En la primavera de 2011 se lanzó el álbum Valtava maailma apareciendo en la Suomen virallinen lista en el puesto 6.

## Miembros
- Antti Ketonen (vocalista)
- Juha Mäki (guitarrista, violinista, vocalista)
- Jarkko Pietilä (teclista, vocalista) 2005-
- Jussi Välimaa (bajista, trompetista), 2006-
- Johan Murtojärvi (batería), 2011-

## Antiguos miembros
- Mikko Hägerström (teclista, vocalista) 1998-2005
- Urho Sevón (basbajista, vocalista), -2005
- Esko Mäki (batería), -2011

## Discografía

### Álbumes
- 2003: Sun kanssa
- 2005: Sua vain hän kaipaa
- 2006: X
- 2007: Hankotien laitaan
- 2009: Teetä ja paahtoleipää
- 2011: Valtava maailma
- 2013: Riisiä hiuksissa

### Sencillos
- «Ujo poika»
- «Juuri tänä yönä» (2006)
- «Musta tuntuu» (2006)
- «Irwinin hattu» (2007)
- «Kivinen tie» (2007)
- «Tuulikki, pidä huivistasi kii» (2008)
- «Teetä ja paahtoleipää» (2008)
- «Siipirikko» (2009)
- «Tuhma tyttö kahvilassa» (2009)
- «Mansikkaa ja valkoapilaa» (2009)
- «Löytäjä saa pitää» (2010)
- «Valtava maailma» (2011)
- «Täävalssi» (2011)
- «Isä» (2011)
- «Julia» (2013)
- «Ilman sinua» (2013)

### DVD
- Saanko luvan - Neljänsuora (2010)
- Neljänsuoran Kotivideot 1 (2012)